# Zecca (Venetië)

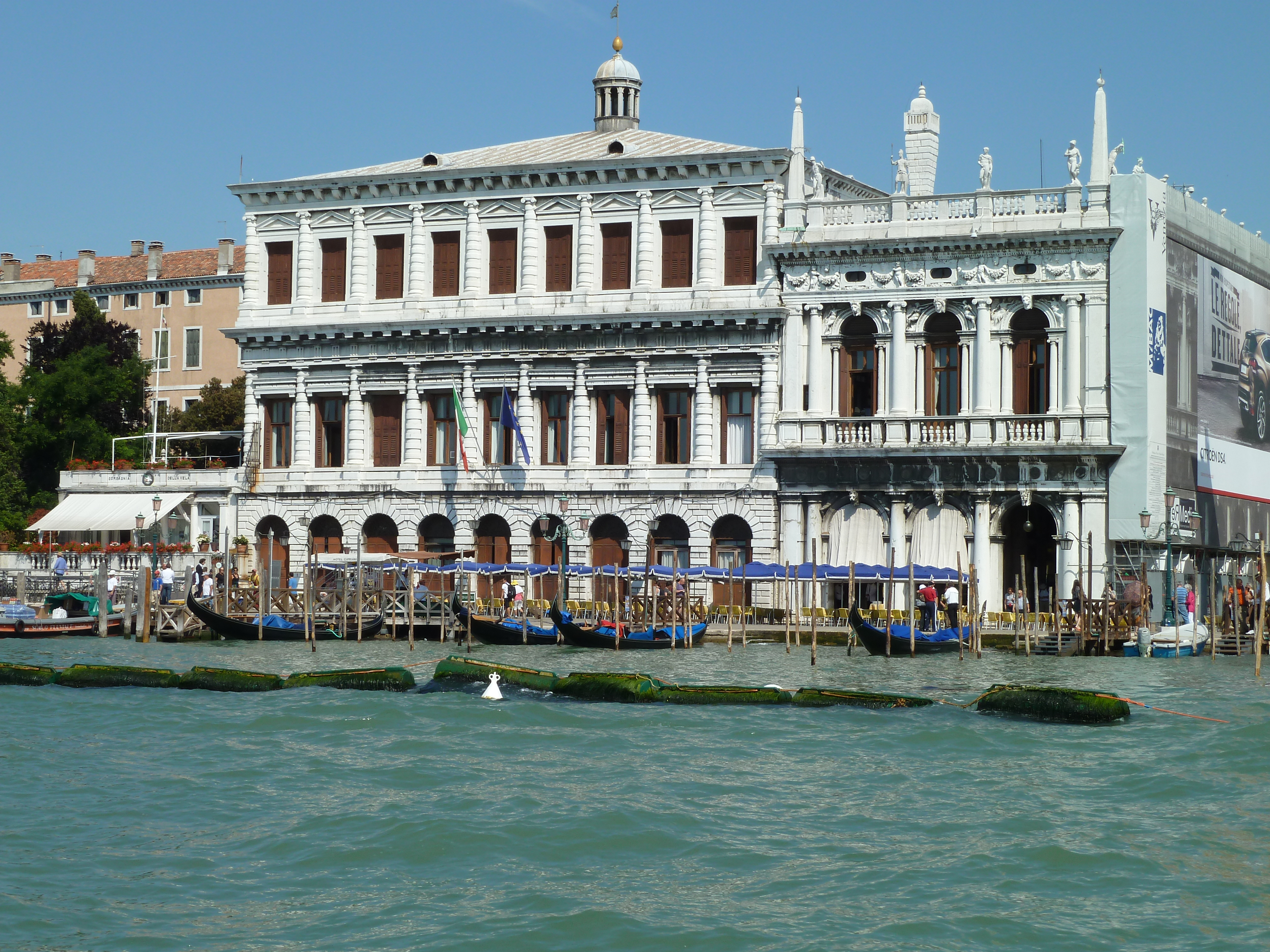
De Zecca aan het Canal Grande. Rechts de zijgevel van de Biblioteca Marciana.

De Zecca of Munt van Venetië (Italiaans, Venetiaans: zecca = munthuis) is een 16e-eeuws gebouw aan de monding van het Canal Grande achter het San Marcoplein in Venetië. De eerste Venetiaanse munten werden in de vroege 9e eeuw geslagen in een gebouw in het commerciële hart van de stad bij de Rialtobrug. Tussen 1536 en 1545 werd de nieuwe Zecca naar een classicistisch ontwerp van stadsarchitect Jacopo Sansovino gebouwd nabij het Dogepaleis in het financiële en politieke centrum. De onderplint werd uitgevoerd in een rustieke stijl om het gebouw een krachtig aanzien te geven. De bovenste verdieping werd tussen 1558 en 1566 toegevoegd.
Tot 1870 werden er Venetiaanse munten in de Zecca geslagen. De munteenheid, sinds 1284 de ducato genoemd, heette vanaf 1554-1559 de zecchino (meervoud: zecchini), te vertalen als "muntje", "munthuisje" of "dingetje van het munthuis". Het gebouw huisvest sinds 1904 de collectie boeken en manuscripten van de naastgelegen Biblioteca Marciana, die tussen 1537 en 1554 werd gebouwd door dezelfde architect en in 1582 richting Canal Grande werd uitgebreid door Vincenzo Scamozzi.